# Šmarje (gmina Šentjernej)
Šmarje – wieś w Słowenii, w gminie Šentjernej. W 2018 roku liczyła 113 mieszkańców.